# Corallimorphus niwa
Corallimorphus niwa is een Corallimorphariasoort uit de familie van de Corallimorphidae. De wetenschappelijke naam van de soort is voor het eerst geldig gepubliceerd in 2011 door Fautin.